# Севдализа
Севда Ализаде (перс. سِودا علیزاده‎, нидерл. Sevda Alizadeh; род. 1 сентября 1987, Тегеран), больше известна как Севдализа (нидерл. Sevdaliza) — нидерландская певица, композитор и музыкальный продюсер иранского происхождения.

## Биография
Родилась 1 сентября 1987 года в Тегеране (Иран), имеет иранские, русские и азербайджанские корни. Вместе с семьёй переехала в Нидерланды в возрасте 5 лет. В 16 лет она покинула дом, так как начала играть за Голландскую национальную сборную команду по баскетболу. Обучалась в университете, получила степень магистра по бизнес-коммуникациям. Певица бегло говорит на нескольких языках: персидском, голландском, английском, французском и португальском.
В марте 2014 года Севдализа выпустила свой дебютный сингл «Clear Air» вместе с музыкальным видеоклипом. После были песни «Sirens of the Caspian» и «Backseat Love». В январе 2015 года вышел дебютный мини-альбом The Suspended Kid (EP), над которым она работала более полутора лет. The Suspended Kid был спродюсирован самой Севдализой и Роттердамским продюсером Маки. В сентябре вышло музыкальное видео для другого трека мини-альбома в стиле индастриал R&B «That Other Girl». 19 июня 2015 года певица выпустила «Marilyn Monroe», который стал лид-синглом её второго мини-альбома EP Children of Silk в стиле трип-хоп. Видео для него вышло 30 марта 2016 года. Children of Silk вышел 24 ноября 2015. В мае 2016 года вышел короткометражный фильм Sevdaliza, названный The Formula. Этот фильм посвящён теме потери нерождённого ребёнка «the pain of losing an unborn child destroyed balance in marriage and leads to tragedy». Снятый Emmanuel Adjei (сорежиссёром и продюсером была сама Sevdaliza), этот фильм включает 3 песни Sevdaliza, включая «The Language of Limbo» из альбома ISON. В октябре 2016 года вышел новый сингл, названный «Time». В следующем месяце вышел другой сингл, названный «Human», вместе с видеоклипом. «Human», «Marilyn Monroe», и «The Language of Limbo» выйдут позднее на диске ISON.
В январе 2017 года Севдализа выпустила свою первую персидскоязычную песню «Bebin» в ответ на указ № 13769. В феврале было выпущено музыкальное видео на песню «Amandine Insensible», в котором демонстрируется ограниченная роль женщин в современной культуре. В апреле «Hero» был выпущен в качестве второго сингла с её дебютного студийного альбома ISON. Альбом был выпущен в апреле 2017 года и назван в честь околосолнечной кометы ISON.
В январе 2018 года Севдализа выпустила новый трек «Soul Syncable», он вышел в день суперголубой луны. В феврале она выпустила трек «Human Nature». «Soul Syncable» и «Human Nature» стали синглами в поддержку мини-альбома The Calling, который был выпущен в марте. В мае она выпустила португалоязычную версию своего трека «Human» под названием «Humana», чтобы отпраздновать и поблагодарить поклонников за 10 миллионов просмотров.
8 марта 2019 года Севдализа выпустила новый сингл «Darkest Hour», который стал началом новой музыкальной эры в её творчестве. На смену ему в следующем месяце пришел ещё один сингл «Martyr». Затем Севдализа выпустила три сингла в 2020 году: «Oh My God», «Lamp Lady» и «Joanna», а затем анонсировала свой второй студийный альбом Shabrang, который вышел 28 августа 2020 года.
В июне 2024 года певица выпустила сингл «Alibi». В записи приняли участие Yseult и Паблло Виттар. В США песня дебютировала на 95-м месте в Billboard Hot 100.

## Дискография

### Студийные альбомы
| Название                                         | Детали                                                                                     | Высшая позиция | Высшая позиция | Высшая позиция |
| Название                                         | Детали                                                                                     | НИД            | БЕЛ            | ГЕР            |
| ------------------------------------------------ | ------------------------------------------------------------------------------------------ | -------------- | -------------- | -------------- |
| ISON                                             | - Релиз: 26 апреля 2017 - Лейбл: Twisted Elegance - Форматы: LP, цифровая дистрибуция      | —              | —              | —              |
| Shabrang                                         | - Релиз: 28 августа 2020 - Лейбл: Twisted Elegance - Форматы: CD, LP, цифровая дистрибуция | 39             | 166            | 100            |
| Символ «—» означает, что альбом не попал в чарт. |                                                                                            |                |                |                |

### Мини-альбомы
| Название          | Список треков | Детали                                                                                |
| ----------------- | --- | ------------------------------------------------------------------------------------- |
| The Suspended Kid | - 1 That Other Girl - 2 Sirens Of The Caspian - 3 Clear Air - 4 Backseat Love - 5 Taste - 6 Underneath                                     | - Релиз: 28 января 2015 - Лейбл: Twisted Elegance - Формат: Цифровая дистрибуция      |
| Children of Silk  | - 1 The Inside - 2 Amandine Insensible - 3 Marilyn Monroe - 4 Men Of Glass (при участии Rome Fortune)                                      | - Релиз: 24 ноября 2015 - Лейбл: Twisted Elegance - Формат: Цифровая дистрибуция      |
| The Calling       | - 1 Soul Syncable - 2 5D - 3 Soothsayer - 4 Energ1 - 5 Human Nature - 6 Voodoov - 7 Observer                                               | - Релиз: 30 марта 2018 - Лейбл: Twisted Elegance - Формат: Цифровая дистрибуция, LP   |
| Raving Dahlia     | - 1 System - 2 High Alone - 3 Everything Is Everything - 4 The Great Hope Design - 5 Human Flow - 6 Oh My God (Sleepnet X Sevdaliza Remix) | - Релиз: 25 февраля 2022 - Лейбл: Twisted Elegance - Формат: Цифровая дистрибуция, LP |

### Синглы
| Название                                 | Год  | Альбом             |
| ---------------------------------------- | ---- | ------------------ |
| «Clear Air»                              | 2014 | The Suspended Kid  |
| «Sirens of the Caspian»                  | 2014 | The Suspended Kid  |
| «Backseat Love»                          | 2014 | The Suspended Kid  |
| «Marilyn Monroe»                         | 2015 | ISON               |
| «Haunted» (Stwo featuring Sevdaliza)     | 2015 | D.T.S.N.T.         |
| «Time»                                   | 2016 | Внеальбомный сингл |
| «Human»                                  | 2016 | ISON               |
| «Bebin»                                  | 2017 | Внеальбомный сингл |
| «Hero»                                   | 2017 | ISON               |
| «Hubris»                                 | 2017 | ISON               |
| «Mad Woman»                              | 2017 | Внеальбомный сингл |
| «Soul Syncable»                          | 2018 | The Calling        |
| «Human Nature»                           | 2018 | The Calling        |
| «Darkest Hour»                           | 2019 | Shabrang           |
| «Martyr»                                 | 2019 | Внеальбомный сингл |
| «Oh My God»                              | 2020 | Shabrang           |
| «Lamp Lady»                              | 2020 | Shabrang           |
| «Joanna»                                 | 2020 | Shabrang           |
| «Habibi»                                 | 2020 | Shabrang           |
| «Oh My God» (Sleepnet X Sevdaliza Remix) | 2021 | Внеальбомный сингл |
| «The Great Hope Design»                  | 2021 | Внеальбомный сингл |

## Музыкальное видео
| Название                | Год  | Режиссёры                              |
| ----------------------- | ---- | -------------------------------------- |
| «Clear Air»             | 2014 | Gino Gervaes                           |
| «Sirens of the Caspian» | 2014 | Atlynn Vrolijk                         |
| «Backseat Love»         | 2014 | Lisette Donkersloot and Atlynn Vrolijk |
| «That Other Girl»       | 2015 | Pussykrew                              |
| «The Valley»            | 2015 | Zahra Reijs                            |
| «Marilyn Monroe»        | 2016 | Hirad Sab                              |
| «Human»                 | 2016 | Emmanuel Adjei                         |
| «Amandine Insensible»   | 2017 | Piet Langeveld                         |
| «Bluecid»               | 2017 | Sevdaliza and Zahra Reijs              |
| «Hear My Pain Heal»     |      | Ian Pons Jewell                        |
| «Duality»               | 2018 | Emmanuel Adjei                         |
| «Shahmaran»             | 2018 | Emmanuel Adjei                         |
| «Martyr»                | 2019 | Marlou Fernanda Sevdaliza              |
| «Oh My God»             | 2020 | Sevdaliza Willemskantine               |
| «Joanna»                | 2020 | Marlou Fernanda Sevdaliza              |
| «Habibi»                | 2020 | Anastasia Konovalova Sevdaliza         |
| «RHODE»                 | 2020 | Anna Himma                             |